# Rue Noir
Rue Noir är ett datorspel på internet med Stefan Sauk i huvudrollen som privatdeckaren Sam Novak. Spelet utspelar sig 1994 i ett alternativt Stockholm med en blandning av 40-tal och sci-fi.
Rue Noir bestod av tolv avsnitt med totalt cirka sex timmars speltid. Producerades av Palmquist & Landefjord och Korkeken 1998. Spelet var gratis att spela och finansierades helt med produktplaceringar. En recension i Expressen ansåg att produktplaceringarna var alltför framträdande och beskrev det som "direkt löjligt".